# 九州横断新干线

九州横断新干线的大致规划路线

九州横断新干线（日语：／ Kyushu Ōdan Shinkansen */?）是日本一条规划中的高速铁路线，预计从大分县大分市建设到到熊本县熊本市。

## 概述
本线在1973年11月15日公布的运输省告示第466号中，被添加到确定开始建设新干线铁道路线基本计划（“基本计划”）内。
虽然路线尚未确定，但预计里程约为120公里，比既有连接大分市和熊本市的丰肥本线里程148公里短20%左右。
本线计划在起点大分市与东九州新干线及四国新干线（均为“基本计划”路线）连接。本线与四国新干线是“太平洋新国土轴”构想（从大阪经由四国连接九州）的基础。但这些线路相互连接的具体方案尚未确定。
日本战后经济奇迹期间，规划了多条“基本计划”新干线。但由于此后石油危机和日本国铁经营恶化等情况，连施工所需的调查都没有进行，因此开工的可能性也很渺茫。

### 沿线交通设施
- 既有线：丰肥本线。肥后大津站和熊本站之间实现电气化。2016年熊本地震导致肥后大津站-阿苏站长期不通，2020年8月8日全线重新开通。[4]
- 地域高规格道路：中九州横断道路（日语：中九州横断道路）。
- 急行巴士：山彦号（日语：やまびこ号 (特急バス)）。

## 脚注
1. ↑  . 国土交通省.   [2018-06-10]. （原始内容存档于2018-03-14）.
2. ↑  『数字でみる鉄道2010』，国土交通省铁道局监修，运输政策研究机构刊
3. ↑  太平洋新国土軸のあゆみ （页面存档备份，存于） 太平洋新国土轴构想推进协议会
4. ↑  . 熊本日日新聞.   [2020-09-17]. （原始内容存档于2020-08-08）.